# Diary of a Wimpy Kid: Old School
Diary of a Wimpy Kid: Old School (Brasil: Diário de um Banana: Bons Tempos / Portugal: O Diário de um Banana: Dantes é que Era) é o décimo livro da série O Diário de um Banana, escrito pelo autor norte-americano Jeff Kinney. O livro foi lançado em todo o mundo no dia 3 de Novembro de 2015.

## Sinopse
O avô de Greg Heffley tem vivido com sua família. Greg fica irritado pois o avô decide ficar em seu quarto. Greg logo aprende de uma viagem escolar para Hardscrabble Farms ("Fazenda Mãos à Obra" em português), que está localizado na floresta. No entanto, ele decide não participar.
Enquanto isso, a mãe de Greg fez uma petição para que todos na cidade se desconectassem de seus aparelhos eletrônicos por 48 horas.Greg não gosta da ideia de sua mãe e não acredita que ela obteria as assinaturas. Surpreendentemente, ela é capaz de reunir o suficiente assinaturas para fazer a cidade desligar desde a maioria das assinaturas são de pessoas mais velhas. Ela decide ter a cidade limpar o parque durante este tempo.
O pai de Greg, Frank, quer que ele fira sempre a tampa de pasta de dentes no tubo e, quando Greg diz que não é um negócio tão grande, Frank conta uma história sobre como, se ele morava no século XIX em um vagão e Uma das rodas do carro caiu, a família seria comido por lobos, porque ele não poderia aparafusar a roda.
Greg decide sair do parque para evitar o trabalho com um dos ex-amigos de Rodrick Billy e seu colega de casa, Frew. Billy rapidamente se torna um criminoso depois de roubar um pacote de vermes gomosos.A mãe de Greg o acompanha com um dispositivo preso ao sapato de Greg, arruinando seu fim de semana sem eletrônicos.
No dia seguinte, Greg precisa de seu avô para levá-lo para a loja de ferragens, porque Greg inundou o banheiro e manchou o teto na cozinha, depois de tentar pegar o tampão de pasta de dentes que desceu o dreno. Seu avô é um motorista horrível e, eventualmente, fica sem gás. Enquanto seu avô recebe ajuda, Greg espera no carro, onde ele vê um grupo de trabalhadores comunitários que estavam ajudando a limpar o parque. Ele se esconde no carro, mas acidentalmente bate o shifter eo carro rola em uma vala.
Greg decide ir na viagem Hardscrabble Farms porque ele está com medo Frank vai descobrir sobre a tampa de pasta de dentes e o carro caiu. Enquanto na viagem, Greg ouve um rumor de Silas Scratch, um fazendeiro louco que vive na floresta. A noite final, os campistas são forçados a ficar na floresta, onde eles temem que eles serão comidos. Enquanto pega lenha, Greg descobre a barraca de Silas. Dentro, ele encontra Frank.
Frank diz que inventou o boato de Silas Scratch depois que ele descobriu que o barraco tinha um chuveiro e um banheiro quando ele era criança. Ele queria manter isso em segredo, então ele pensou que o rumor iria manter as pessoas longe. Ele também ficou surpreso que o rumor ainda está acontecendo em todos esses anos, mas ele deixou isso como um segredo. Greg então concorda em mantê-lo em segredo, e depois divulga a palavra sobre o lunático Silas Scratch para ajudar Frank a manter seu galpão para si mesmo.

## Personagens
- Greg Heffley
- Rowley Jefferson
- Porco
- Manny
- Rodrick Heffley
- Susan Heffley
- Frank Heffley
- Silas Unhagrande
- Billy
- Frew